# Винфилд (Ајова)
Винфилд (енгл. Winfield) град је у америчкој савезној држави Ајова. По попису становништва из 2010. у њему је живело 1.134 становника.

## Демографија
Према попису становништва из 2010. у граду је живело 1.134 становника, што је 3 (0,3%) становника више него 2000. године.
| Група             | 2000.         | 2010.         |
| Белци             | 1.102 (97,4%) | 1.087 (95,9%) |
| Афроамериканци    | 4 (0,4%)      | 12 (1,1%)     |
| Азијати           | 4 (0,4%)      | 6 (0,5%)      |
| Хиспаноамериканци | 17 (1,5%)     | 16 (1,4%)     |
| Укупно            | 1.131         | 1.134         |